# Паспорт Сейшельских Островов
Паспорт гражданина Сейшельских островов — официальный документ, удостоверяющий личность гражданина Сейшельских Островов при выезде за пределы и пребывании за пределами страны, а также при въезде на территорию государства из заграничной поездки.
На передней обложке паспорта изображен герб Сейшельских островов. Паспорт имеет два языка — французский и английский.
По состоянию на 2 июля 2019 года граждане Сейшельских островов имеют безвизовый доступ или доступ по прибытии в 150 стран и территорий, что ставит сейшельский паспорт на 27-е место по свободе путешествий и на лучшее место среди африканских стран, согласно индексу Henley Passport Index.

## История
Первый законодательный акт о паспортах на Сейшельских островах появился в 1920 году во время правления губернатора сэра Юстаса Эдварда Твистлтона-Уайкема Фиеннеса (1864—1943). Оно было опубликовано в «Правительственном вестнике Сейшельских островов» № 50 от 6 ноября 1920 года, это был законопроект об ордонансе, регулирующий выдачу паспортов в колонии и обязывающий лиц, высаживающихся в колонии, иметь паспорта, а также иным образом ограничивающий высадку нежелательных иммигрантов в колонии.
К концу 1921 года это постановление было отменено и заменено Постановлением о паспортах 1921 года.
В 1932 году стоимость паспорта составляла 10 рандов. Плата оставалась неизменной до 1 января 1968 года, когда она выросла до 30 рандов. К тому времени число лиц, пребывающих на Сейшелы увеличилось практически в три раза.
С начала 1950-х годов на паспорте, который выдавался сейшельцам, являвшимся в то время гражданами Содружества, над королевским гербом королевы Елизаветы II было написано «Британский паспорт», а ниже — «Колония Сейшельские острова».
29 июня 1976 года, когда Сейшельские острова обрели независимость, сейшельцы автоматически утратили статус британских подданных и стали гражданами Сейшельских островов. Однако человек сейшельского происхождения мог сохранить свое британское гражданство, если его отец или дед по отцовской линии родился в Великобритании или в колонии, которая еще не обрела независимость.
Современная история паспорта началась с принятием новой конституции в 1979 году. Именно 5 июня 1979 года Министерство внутренних дел представило сейшельской общественности новый паспорт. Паспорт размером 9 см на 12 см, состоящий из 32 страниц, содержал функции и информацию, которых не доставало в предыдущей версии паспорта. Например, в него было включено специальное устройство для защиты фотографии владельца и предотвращения мошеннических изменений в подписи и важных датах. Это устройство представляло из себя прозрачную пластиковую пленку, которая накладывалась на всю страницу с фотографией.
В 1997 году, спустя 27 лет после введения в действие предыдущего паспорта, паспорта претерпели очередную серию изменений «для соответствия мировым стандартам». Это было сделано по рекомендации Международной организации гражданской авиации (ИКАО), чтобы все страны-члены приняли единый машиночитаемый формат. Были введены три типа паспортов: темно-коричневый для обычных граждан, красный для дипломатов и министров и зеленый для высших должностных лиц и членов Национального собрания. Размеры фотографий на паспорт были уменьшены с 51 мм на 64 мм до 35 мм на 45 мм.